# Alu sekvence
Alu sekvence či Alu element (název podle výskytu restrikčního místa pro endonukleázu AluI) je transpozonální sekvence, která je přítomna v genomu primátů, včetně člověka. Je to nejčastější typ rozptýlené repetitivní DNA (SINEs) v lidském genomu, představuje totiž asi 10 % (podle jiných zdrojů 11%) veškeré DNA člověka. Každý Alu element je sekvence o délce asi 350 nukleotidů, přičemž obsahují dvě oblasti o délce 130 bp, mezi nimiž je krátká AT-bohatá oblast. Vyskytují se v lidském genomu v počtu 1–1,5 milionu kopií.
Alu elementy se obvykle počítají k junk DNA (odpadní DNA bez funkce), ale v mnohých případech ve skutečnosti zřejmě hrají důležitou roli v některých buněčných pochodech. Jsou například místem pro připojení kohesinových komplexů, jež spojují zreplikované chromozomy předtím, než dojde k jejich segregaci do dceřiných buněk. Také mají zřejmě významnou evoluční roli.